# Mora Romagnola
La Mora Romagnola è un'antica razza suina autoctona italiana che ha la sua zona d'origine in Romagna (particolarmente nelle provincie di Forlì-Cesena e Ravenna). È una delle cinque specie autoctone presenti nella penisola.

## Storia
In origine, ne esistevano tre varianti: la diffusissima Forlivese (manto nerastro con tinte più chiare nella regione addominale), la Faentina (mantello rosso chiaro e meno pregiata della prima), e la Riminese (mantello rossastro con una stella bianca in fronte e qualche volta con una cinghiatura chiara). 

La specie, a un passo dall'estinzione, fu ricostruita negli anni 1980 sul modello della Faentina, recuperandone con grande sforzo il patrimonio genetico.

## Caratteristiche e morfologia
La Mora Romagnola è caratterizzata, oltre ad una folta peluria scura, dalla testa lunga a profilo rettilineo con grugno forte appuntito, orecchie pendenti dirette in avanti che coprono occhi e grugno, tronco lungo e costato depresso. I maschi, sulla linea dorso-lombare, hanno setole più lunghe e folte (la cosiddetta «linea sparta»). 
La razza è di tipo tardivo, raggiungendo un peso di 180-200 chilogrammi in 2 anni di vita. Particolare il fatto che le scrofe siano più alte al garrese dei verri.
Un'altra caratteristica è che gli occhi sono a mandorla.